# 日本肖像写真家協会
日本肖像写真家協会（にほんしょうぞうしゃしんかきょうかい、Japan Portrait Photographer's Society）は、肖像写真を得意とする全国の写真家を中心とした団体。略称「日肖写」、「JPPS」。

## 沿革
- 1948年、全国肖像写真作家連盟の名称で発足。新宿三越で第1回写真展開催。
- 1949年、第2回『女性美』展開催。
- 1950年、第3回『働く女性』展開催。
- 1951年、第4回『現代の顔』展開催。
- 1952年、第5回『職場の顔』展開催。
- 1953年、第6回展から人物像を中心にした自由作品展として開催。
- 1956年、展覧会作品集『人像』発行。
- 1960年、日本肖像写真家協会に改名。
- 1971年5月31日、日本写真著作権協会設立に参加。
- 1998年、上海市撮影家協会を招待し、国際交流展を開催。
- 2000年、上海市撮影家協会主催の世界撮影芸術写真展の後、ヨーロッパ、アジア各国での巡回展。